# Hiriko Fold
Hiriko Fold – elektryczny mikrosamochód wyprodukowany pod hiszpańską marką Hiriko w 2012 roku.

## Historia i opis modelu
Projekt na kompaktowych rozmiarów mikrosamochód o zmiennych wymiarach nadwozia dzięki ruchomym, modułowo połączonym komponentom nadwozia rozpoczęto rozwijać w 2001 roku na amerykańskim uniwersytecie Massachusetts Institute of Technology, nadając mu kryptonim CityCar. Po śmierci koordynującego w 2010 roku, w dalszy rozwój zaangażowało się nowo powstałe hiszpańskie przedsiębiorstwo Hiriko Driving Mobility z Kraju Basków, które odtąd rozwijano we współpracy z Amerykanami.
W styczniu 2012 roku podczas specjalnego pokazu w Brukseli z udziałem ówczesnego szefa Komisji Europejskiej José Manuela Barroso oficjalnie przedstawiono wynik prac w postaci elektrycznego mikrosamochodu Hiriko Fold docelowo mającego trafić do produkcji.
Charakterystyczną cechą pojazdu stała się zmienność jego postaci oraz związanych z tym wymiarów zewnętrznych. Składająca się z dwóch modułów konstrukcja mogła się rozsuwać w celu rozpoczęcia jazdy lub ponownie zsuwać na czas parkowania, maksymalizując przestrzeń wokół - na jednym miejscu parkingowym miały zmieścić się nawet 3 Hiriko Fold jedno za drugim. Zajmowanie miejsca w środku miało umożliwić umieszczenie drzwi wejściowych z przodu w postaci jednego odchylanego skrzydła na wzór BMW Isetta, z kolei manewrowanie podczas parkowania ułatwiały cztery skrętne koła.

### Sprzedaż
Pierwotnie produkcja Hiriko Fold miała rozpocząć się w drugiej połowie 2013 roku, z dostawami samochodów wyznaczonymi na początek 2014 roku. Cena za elektryczny mikrosamochodu określona została na kwotę 12 5000 euro. W okresie, w którym miała rozpocząć się produkcja Hiriko, rozwijająca go firma z Kraju Basków popadła jednak w kłopoty finansowe, przez co z powodu nieznalezienia inwestorów zakończyła ona działalność bez dostarczenia gotowego produktu. Fakt ten wywołał kontrowersje w Hiszpanii, doprowadzając do wszczęcia śledztwa przez tamtejszą prokuraturę wokół możliwej defraudacji środków na projekt, które w 2010 roku zapewnił rząd hiszpański oraz baskijski.

### Dane techniczne
Hiriko Fold był samochodem w pełni elektrycznym, napędzanym przez cztery, umieszczone w kołach, silniki elektryczne rozwijające łączną moc maksymalną  wynoszącą 20 KM. Pozwalało to rozpędzić się do 50 km/h. Zestaw akumulatorów miał z kolei umożliwiać na przejechanie w warunkach miejskich maksymalnie 120 kilometrów.